# 腰骶干
腰骶干，一个连接腰神经丛与骶神经丛的神经组织，它是第四和第五腰椎神经的一部分共同形成的，并向下连接至骶神经丛。

## 解剖学
腰骶干是从第五（L5）腰椎神经的整个前支和第四（L4）腰椎神经的一部份联合形成的。L4 首先向腰神经丛发出分支，接下来从腰大肌的内侧边缘出现，并与 L5 的前支在骨盆上部份略高于骨盆边缘处回合，形成粗后的的绳状干，这穿越骨盆边缘（位于闭孔神经内侧）后，下降到骶骨翼前表面，然后连接到骶神经丛。
与骶神经一样，腰骶干分为前分支和后分支，然后重新合并形成下肢的屈肌和伸肌区域的神经。

## 临床意义
在分娩进入第二阶段的时候，胎儿的头部可能受到来自腰骶干的挤压，这可能导致一些腿部的肌肉无力，但是通常情况下是可以完全康复的。

## 更多照片

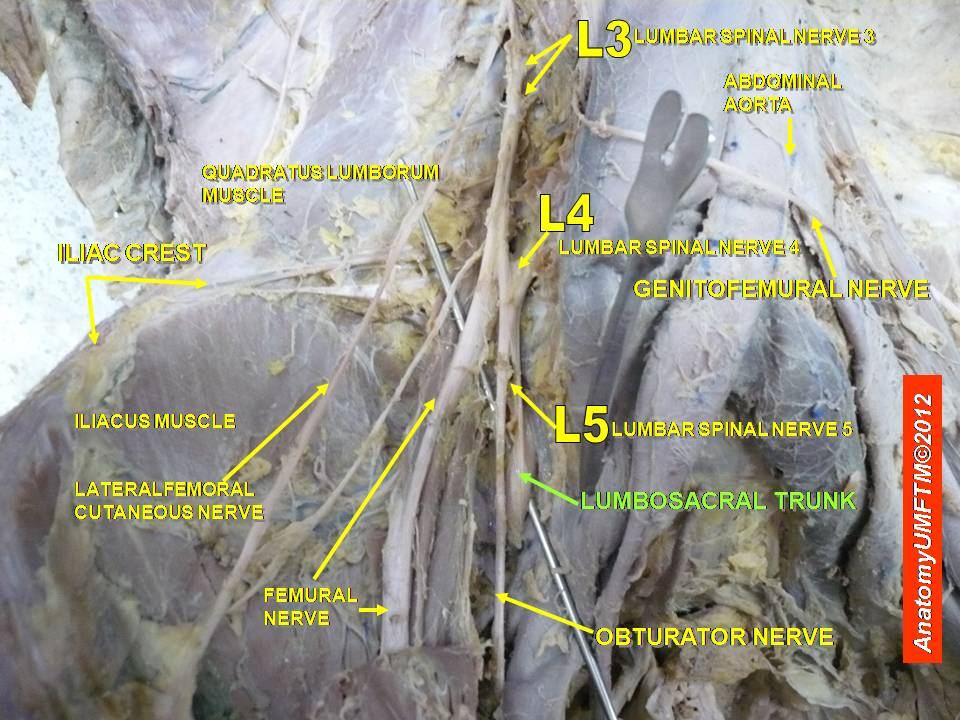
腰骶干
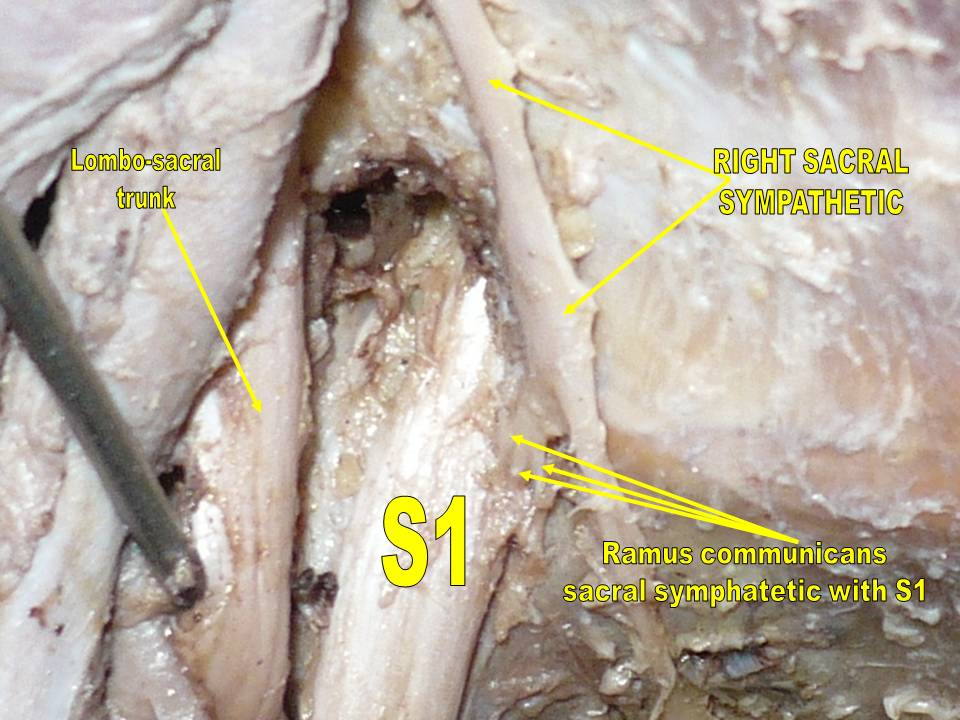
骶交感神经与S1腰椎神经的连接

## 外部连结
- 人体解剖学在线（Human Anatomy Online）网站上的相关图片：43:15-0103 - "The Female Pelvis: The Posterolateral Pelvic Wall"
- （英文）posteriorabdomen 在韦斯利诺曼的解剖课上（乔治城大学）
- figures/chapter_30/30-6.HTM — Basic Human Anatomy at Dartmouth Medical School